# Трудовик (Запорожская область)
Трудовик (укр. Трудовик) — село,
Раздольский сельский совет,
Михайловский район,
Запорожская область,
Украина.
Код КОАТУУ — 2323386608. Население по переписи 2001 года составляло 24 человека.

## Географическое положение
Село Трудовик находится на расстоянии в 0,5 км от села Шевченко и в 1-м км от села Вишнёвка.
Около села протекает 3-й Магистральный канал.
Рядом проходят автомобильная дорога М-18 (E 105) и
железная дорога, станция Платформа 1170 км в 1,5 км.

## История
- 1922 год — дата основания.